# 仁藤明彦
仁藤 明彦（にとう あきひこ、1962年8月8日 - ）は、東京都出身の俳優。加藤健一事務所、演劇集団 円、えりオフィスに所属していた。東京都立調布北高等学校卒業。

## 出演作品

### 映画
- デコトラの鷲 祭りばやし（2003年）
- 刺青 SI-SEI（2005年）
- 容疑者Xの献身（2008年）

### テレビドラマ
- 刑事貴族（1990年）
- 泣かないでママ（1993年）
- 刑事追う! 第25話「再会」（1996年）
- お天気お姉さん2 リョーコPuriPuri 第3話（1997年）
- 徳川慶喜（1998年） - 竹内日向守
- 美少女H 第11話「My Dear Boy」（1998年）
- 必要のない人 第12話（1998年）
- さいごの約束（2006年）
- 弁護士のくず 第6話「痴漢! 女性専用車両の秘密」（2006年）
- PS羅生門 警視庁東都署 第5話「女は顔なのか!! コンビニ強盗生死を分けた真相…」（2006年）
- 水曜ミステリー9 警視庁黒豆コンビ 第3作「海に消えた欲望」（2007年）

### 舞台
- オセロー（1997年）
- はい、こちら地球防衛軍（1997年） - モロボシ司令官[2]
- ラ・ボエーム
- 椿姫

### CM
- マツモトキヨシ

### オリジナルビデオ
- SMスナイパー 美人受付嬢の調教（1997年）
- 牝犬たちの制服（1997年）